# Schweizer Meisterschaften im Telemark 2009
Die Schweizer Meisterschaften im Telemark 2009 fanden vom 4. bis 5. April in Blatten-Belalp statt.
Es fanden Wettbewerbe in zwei Altersgruppen statt sowie eine freie Gruppe für jedermann (Fun). Austräger war der Schweizer Skiverband Swiss-Ski gemeinsam mit dem Verein Telemarkclub Belalp.

## Streckendaten
| Seehöhe Start  | 2300 m |
| Seehöhe Ziel   | 2130 m |
| Höhendifferenz | 170 m  |
| Tore 1. Lauf   | 20     |
| Tore 2. Lauf   | 20     |

## Ergebnis Frauen

### Elite
| Platz | Name                                             | Zeit 1.     | Zeit 2.     | Gesamt      |
| ----- | ------------------------------------------------ | ----------- | ----------- | ----------- |
| 01    | Amélie Reymond (Mouch’Paba)                      | 1:11,16 min | 1:13,63 min | 2:24,79 min |
| 02    | Sandrine Meyer (Satus Genéve)                    | 1:18,05 min | 1:17,99 min | 2:36,04 min |
| 03    | Marina Walcher (Österreich)                      | 1:23,89 min | 1:23,45 min | 2:47,34 min |
| 04    | Nicole de Weck (Telemarkclub Doublediamond Thun) | 1:39,79 min | 1:35,64 min | 3:15,37 min |

### Juniorinnen
| Platz | Name                                   | Zeit 1.     | Zeit 2.     | Gesamt      |
| ----- | -------------------------------------- | ----------- | ----------- | ----------- |
| 01    | Bernadette Moor (Strubelfreeheelers)   | 1:27,82 min | 1:34,69 min | 3:02,51 min |
| 02    | Morgane Borreguero (Freeheel Grimentz) | 1:32,50 min | 1:32,70 min | 3:09,54 min |
| 03    | Jasmin Abegg                           | 1:32,18 min | 1:37,36 min | 3:05,20 min |

- Disqualifiziert (2):

Tamara Moor, Celine Eschler

## Ergebnis Männer

### Elite
| Platz | Sportler      | Verein              |
| ----- | ------------- | ------------------- |
| 1     | Daniel Forrer | SC Schwarzsee       |
| 2     | Martin Welten | Telemark Gstaad     |
| 3     | Bruno Sumi    | Telemark Saanenland |

### Junioren
| Platz | Sportler          | Verein             |
| ----- | ----------------- | ------------------ |
| 1     | Reto Niederberger | Ski Club Dallenwil |
| 2     | Denis Métrailler  | Mouch’Paba         |
| 3     | Nicolas Michel    |                    |